# Chiloglanis reticulatus
Chiloglanis reticulatus is een straalvinnige vissensoort uit de familie van de baardmeervallen (Mochokidae). De wetenschappelijke naam van de soort is voor het eerst geldig gepubliceerd in 1989 door Tyson R. Roberts. De soort is enkel gekend van het noordwestelijk deel van het Congobekken in Kameroen en de Democratische Republiek Congo.